# Tricardia watsonii
Tricardia es un género monotípico de plantas con flores perteneciente a la familia Boraginaceae. Su única especie: Tricardia watsonii, es originaria de Estados Unidos.

## Taxonomía
Tricardia watsonii fue descrito por Torr. ex S.Watson y publicado en United States Geological Expolration (sic) of the Fortieth Parallel. Vol. 5, Botany 258, pl. 24. 1871